# Schloss Bodenhof

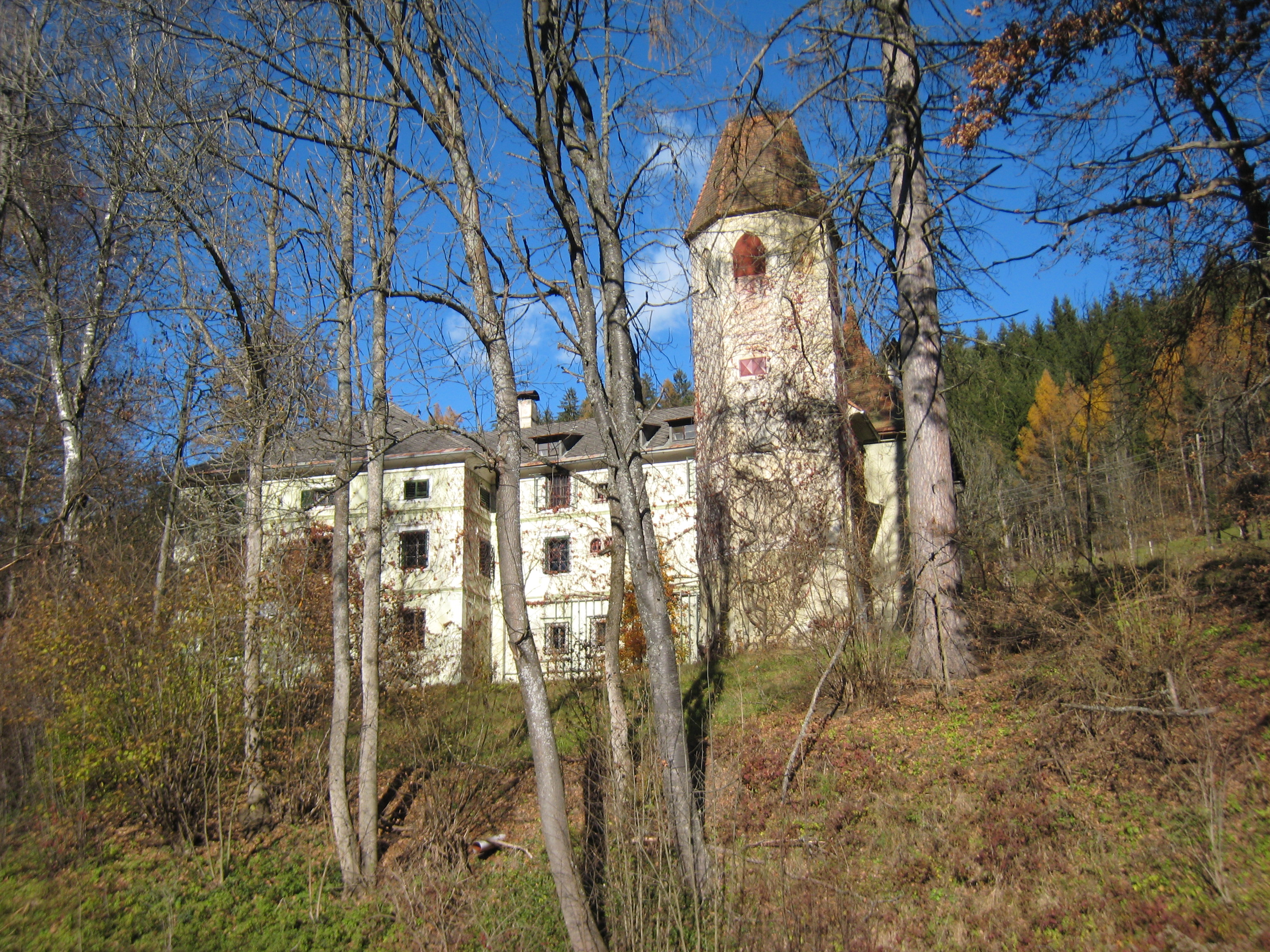
Schloss Bodenhof (2007)

Schloss Bodenhof steht nahe der Bahnstation St. Stefan-Vorderberg in der Gemeinde Sankt Stefan im Gailtal.

## Geschichte

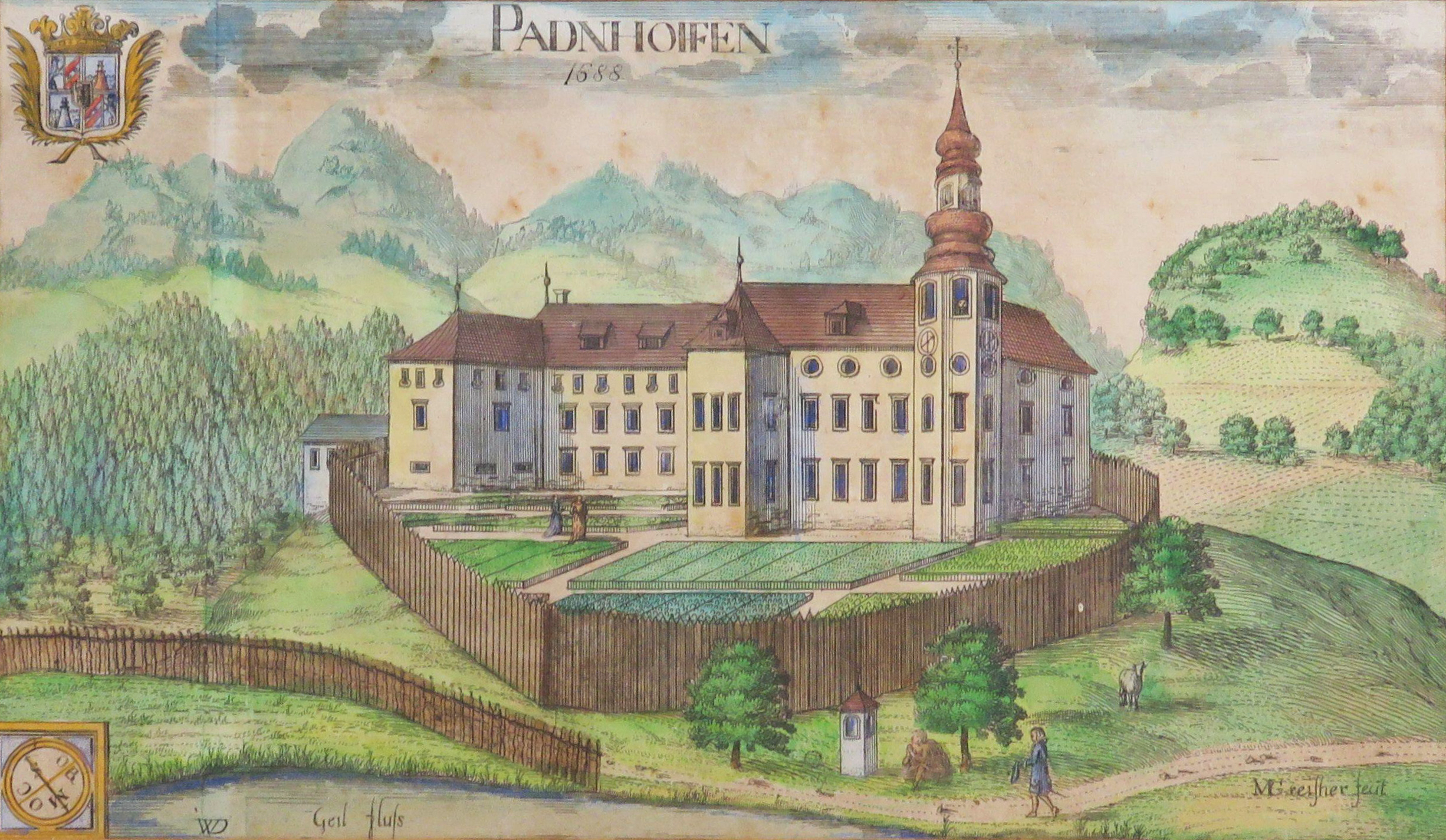
Johann Weichard von Valvasor: Padnhofen in Topographia Archiducatus Carinthiae Modernae, 1688

Im Jahre 1501 gab König Maximilian Bodenhof als Lehen an den aus Graz stammenden Christoph Viertaler, der im Jahr davor bereits mit der Aichelburg belehnt worden war, 1507 als „von Aichelburg“ geadelt wurde und damit der Begründer der Familie Aichelburg ist. Noch heute ist das Anwesen im Besitz der Familie. Im Schlosshof wurde ein latènezeitlicher Bronzearmreifen gefunden.

## Baubeschreibung
Das Schloss, dessen älteste Teile vom Anfang des 16. Jahrhunderts stammen, wurde mehrfach umgebaut. 1644 erfolgte eine Restaurierung, zwischen 1890 und 1910 eine historisierende Umgestaltung, zwischen 1920 und 1930 eine Generalsanierung. Der Nordturm wurde 1927 errichtet.
Das zweigeschoßige Schlossgebäude mit einem Attikageschoß hat einen unregelmäßigen Grundriss. Das Westportal und die Fenster stammen aus dem Barock. In der östlichen Hälfte sind ein spätgotisches Schulterbogenportal und die teilweise spätgotischen Gewände der Erdgeschoßfenster erhalten. Der polygonale Turm in der Südostecke besitzt spätgotische Spitzbogenfenster und ist ein Geschoß höher als der übrige Bau. Der Brunnen aus rötlichem Marmor an der südlichen Außenmauer ist mit 1633 bezeichnet.

## Schlosskapelle
Die den Heiligen drei Königen und dem heiligen Antonius geweihte Kapelle ist im Unterbau des Südostturms untergebracht. Laut Bauinschrift bei dem Eingang stammt die Kapelle aus dem Jahre 1479. Die über zwei Geschoße reichende Kapelle ist ein zweijochiger Raum mit einem Dreiachtelschluss und einer spätgotischen Sakramentsnische.
Die neugotischen Gemälde über dem Altar mit den Darstellungen der Taufe und der Geburt Christi malte wohl Johann Martin Schmidt.